# Mécanique et Moteurs
Mécanique et Moteurs is een Belgisch historisch merk van auto's en motorfietsen.
De bedrijfsnaam was Société Mécaniques et Moteurs S.A., gevestigd in Luik.
Dit bedrijf was de voortzetting van de "Construction Liégeoise d'Automobiles".
Na het vertrek van CLA-oprichter Georgia Knap naar Frankrijk in 1902 ging ir. Martini (voormalig werkzaam bij tricycle-fabrikant Cudell en hybride auto-pionier Pieper) het bedrijf besturen, samen met ir. Jules Reuleaux. Er werden voornamelijk auto's geproduceerd (waarschijnlijk waren dit de Amerikaanse Duryea-auto's die in licentie gebouwd werden).
Toch werden van 1902 tot 1905 ook motorfietsen van 2, 2½, en 3½ pk gemaakt, zowel met lucht- als waterkoeling.
In 1906 werd het bedrijf overgenomen door Hermes.